# Kellee Santiago
Pour les articles homonymes, voir Santiago (homonymie).
Kellee Santiago est une game designer et productrice de jeux vidéo, cofondatrice et présidente du studio de développement thatgamecompany.

## Biographie
Kellee Santiago est née à Caracas au Venezuela, et grandit à Richmond en Virginie.
Elle est diplômée d'un Master of Fine Arts en Interactive Media à l’école de cinéma de l’université de Californie du Sud. Lors de ses études, elle est impliquée dans le développement de Darfur is Dying, une simulation sur la guerre civile au Darfour. Elle fait par la suite équipe avec Jenova Chen pour le développement de Cloud. À la suite du succès critique du jeu, Santiago et Chen fondent le studio de développement thatgamecompany en 2006. Ils concluent un accord avec Sony Computer Entertainment pour trois jeux publiés sur le PlayStation Network. La société devient une figure du jeu vidéo indépendant. En 2008, Gamasutra la place dans sa liste des développeurs les plus innovants de l'année (« 20 Breakthrough Developers »), soulignant le rôle-clé de Santiago.
Elle fait partie des fondateurs de l'Indie Fund, qui a pour but de financer la création des jeux vidéo indépendants.

## Travaux
- 2005 : Darfur is Dying
- 2005 : Cloud
- 2006 : flOw
- 2009 : Flower